# السيدة هندرسن تقدم (فلم)
السيدة هندرسن تقدم (بالإنجليزية: Mrs Henderson Presents) فيلم سيرة ذاتية بريطاني صدر سنة 2005، من إخراج ستيفن فريرز وتأليف الكاتب المسرحي مارتن شيرمان، وبطولة جودي دينش، بوب هوسكينز، كيلي ريلي و ويل يونغ. يحكي الفيلم قصة حقيقية للسيدة لورا هندرسن التي إستثمرت مالها لإنشاء مسرح ويندميل في لندن خلال الحرب العالمية الثانية.

## روابط خارجية
- مقالات تستعمل روابط فنية بلا صلة مع ويكي بيانات